# Myolepta triangularis
Myolepta triangularis är en tvåvingeart som beskrevs av Thompson 1974. Myolepta triangularis ingår i släktet parkblomflugor, och familjen blomflugor.
Artens utbredningsområde är Zimbabwe. Inga underarter finns listade i Catalogue of Life.